# Saint-Paul-lès-Dax
Saint-Paul-lès-Dax – miejscowość i gmina we Francji, w regionie Nowa Akwitania, w departamencie Landy.
Według danych na rok 1990 gminę zamieszkiwały 9452 osoby, a gęstość zaludnienia wynosiła 162 osób/km² (wśród 2290 gmin Akwitanii Saint-Paul-lès-Dax plasuje się na 38. miejscu pod względem liczby ludności, natomiast pod względem powierzchni na miejscu 97.).